# R. A. Dickey
Robert Allen "R.A." Dickey (29 de octubre de 1974) es un exlanzador estadounidense de béisbol profesional que jugó en las Grandes Ligas con los Texas Rangers, Seattle Mariners, Minnesota Twins, New York Mets, Toronto Blue Jays y Atlanta Braves.
Dickey ganó el Premio Cy Young de la Liga Nacional en la temporada 2012, en la cual también fue invitado a su primer y único Juego de Estrellas y lideró la liga en ponches.

## Carrera profesional

### Texas Rangers
Dickey fue seleccionado en la primera ronda (18.ª selección global) del draft de 1996 por los Rangers de Texas. Debutó en Grandes Ligas en la temporada 2001, y a partir de entonces tuvo un éxito limitado, emergiendo en la temporada 2004 cuando registró marca de 4-1 en sus primeras cinco aperturas.
Al inicio de la temporada 2006, los Rangers nombraron a Dickey como su quinto abridor con el objetivo de probar su lanzamiento de nudillos o knuckleball al nivel de las mayores. Sin embargo, luego de permitir seis jonrones en su primera apertura el 6 de abril, un récord del béisbol moderno, fue bajado a la filial de Clase AAA, los Oklahoma RedHawks.

### Milwaukee Brewers
El 13 de enero de 2007, los Cerveceros de Milwaukee firmaron a Dickey a un contrato de ligas menores. Jugó la temporada 2007 en el equipo de Clase AAA Nashville Sounds, donde registró marca de 12-6 con 3.80 de efectividad, por lo que fue reconocido como el lanzador del año en la Liga de la Costa del Pacífico.

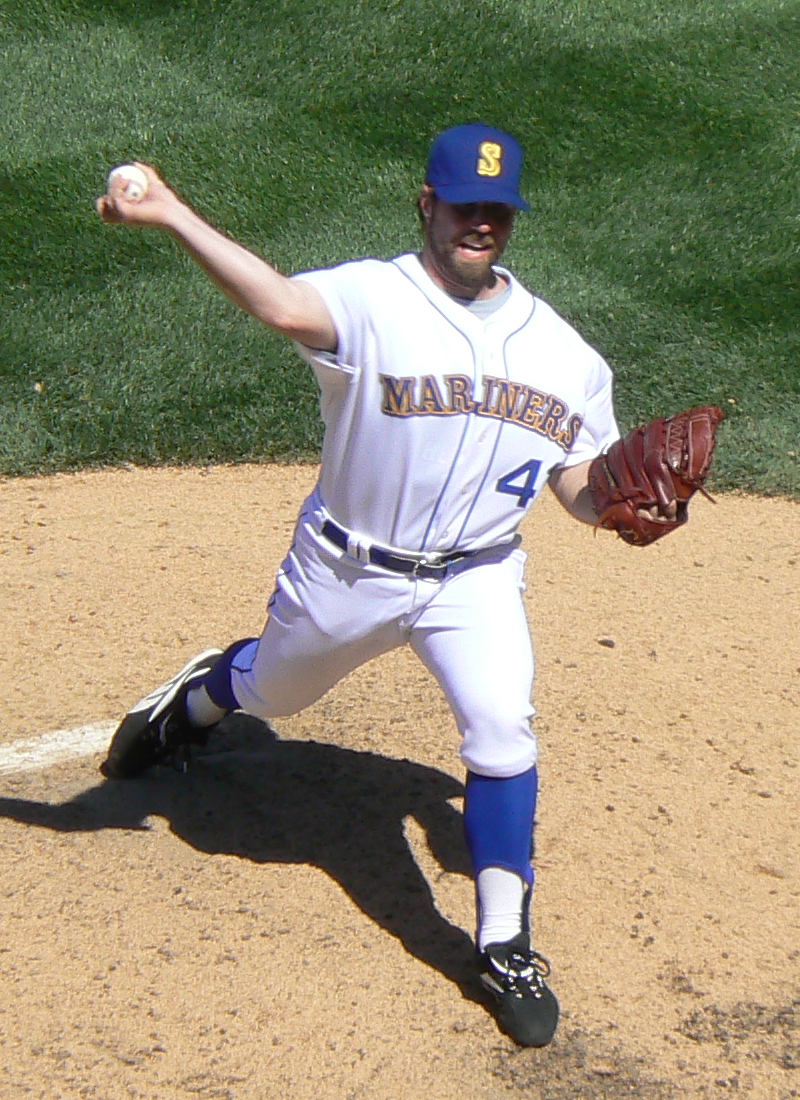
Dickey lanzando para los Marineros de Seattle en 2008.

### Seattle Mariners
El 28 de noviembre de 2007, firmó un contrato de ligas menores con los Mellizos de Minnesota, pero luego fue reclamado por los Marineros de Seattle en el draft de Regla 5. Se unió al equipo de Grandes Ligas el 14 de abril, y el 17 de agosto empató un récord de cuatro wild pitches lanzados en una entrada, uniéndose a otros cuatro lanzadores, incluyendo a los miembros del Salón de la Fama Walter Johnson y Phil Niekro.

### Minnesota Twins
El 23 de diciembre de 2008, Dickey firmó un contrato de ligas menores con los Mellizos de Minnesota, y participó en 35 juegos con el equipo en 2009.

### New York Mets

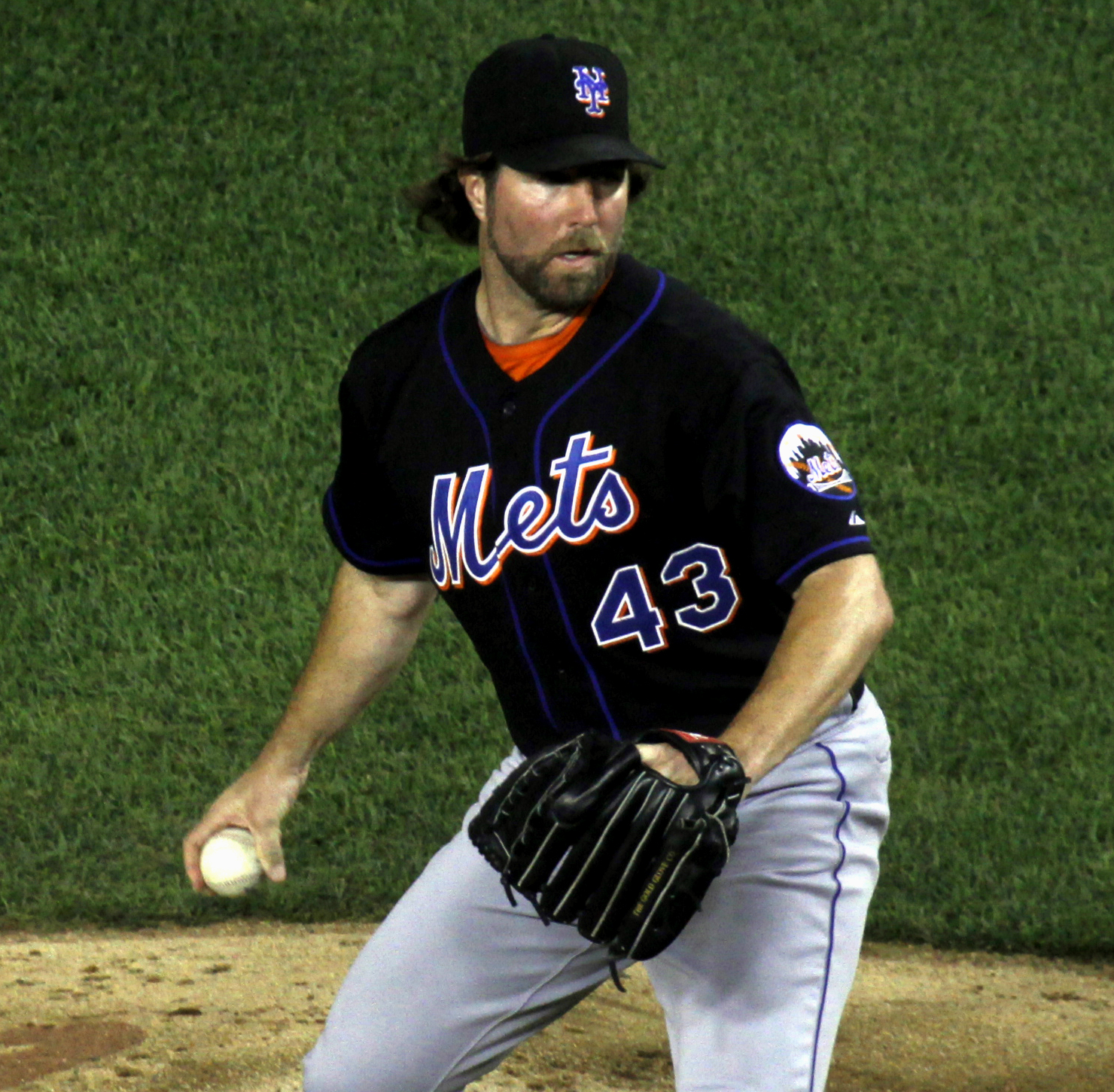
Dickey lanzando para los Mets de Nueva York en 2011.

El 5 de enero de 2010, Dickey firmó un contrato de ligas menores con los Mets de Nueva York. Inició la temporada con los Buffalo Bisons de Clase AAA, y el 19 de mayo de 2010 fue llamado a Grandes Ligas, donde debutó con los Mets ese mismo día. Finalizó la temporada con una efectividad de 2.84, la séptima mejor en la Liga Nacional, y estableció marcas personales en juegos iniciados (26), victorias (11), juegos completos (2), entradas lanzadas (174.1), ponches (104), efectividad (2.84), WHIP (1.19) y promedio de bateo de rivales (.252).
El 29 de enero de 2011, Dickey firmó una extensión de contrato por dos años. Registró marca de 8-13 en la temporada 2011, a pesar de ponchar a 134 bateadores con una efectividad de 3.28.
En 2012, Dickey disfrutó de una primera mitad de temporada espectacular. Estableció una marca de los Mets con 32 2⁄3 entradas sin permitir carreras, fue invitado a su primer Juego de Estrellas y ganó el reconocimiento del Lanzador del Mes de junio con marca de 5-0 y 0.93 de efectividad. Terminó la temporada estableciendo marcas personales en juegos iniciados (33), victorias (20), juegos completos (5), blanqueos (3), entradas lanzadas (233 2⁄3), ponches (230), efectividad (2.73), WHIP (1.05) y promedio de bateo de rivales (.226). Ganó el Premio Cy Young de la Liga Nacional, superando a Gio Gonzalez y Clayton Kershaw, convirtiéndose en el primer lanzador nudillista de la historia en ganar el premio y el tercer lanzador de los Mets, después de Tom Seaver y Dwight Gooden.

### Toronto Blue Jays
El 16 de diciembre de 2012, los Mets traspasaron a Dickey a los Azulejos de Toronto junto a Josh Thole y Mike Nickeas a cambio de Travis d'Arnaud, John Buck, Noah Syndergaard y Wuilmer Becerra. Inmediatamente, el 17 de diciembre Dickey acordó una extensión de contrato con los Azulejos por dos años y $25 millones, con opción del club para un tercer año en 2016 con valor de $12 millones. Fue designado por el mánager John Gibbons como el lanzador del Día Inaugural de la temporada 2013, el cual perdió ante los Indios de Cleveland. Culminó su primera temporada con los Azulejos con marca de 14-13, 4.21 de efectividad y 177 ponches en 224 2⁄3 entradas lanzadas. El 28 de octubre de 2013 ganó el Premio Fielding Bible como lanzador, y al día siguiente se llevó el Guante de Oro de la Liga Americana, superando a los otros lanzadores Mark Buehrle y Doug Fister.
El 27 de junio de 2014, registró el ponche 1,000 de su carrera, al retirar a Tyler Flowers de los Medias Blancas de Chicago. Finalizó la temporada 2014 con marca de 14-13 y 3.71 de efectividad, 173 ponches y 1.23 de WHIP en 34 aperturas (215 2⁄3 entradas).
El 18 de junio de 2015, Dickey lanzó su primer juego contra los Mets desde ser transferido, consiguiendo la victoria por 7-1. El 25 de septiembre registró su victoria 100 en las Grandes Ligas. Terminó la temporada regular con marca de 11-11 y 3.91 de efectividad en 214 1⁄3 entradas lanzadas, y debutó en la postemporada el 12 de octubre en el Juego 4 de la serie divisional ente los Rangers de Texas, convirtiéndose en el jugador de mayor edad de la historia en debutar en postemporada.
El 3 de noviembre de 2015, los Azulejos ejercieron la opción de Dickey para 2016. En ese año tuvo muchos altibajos, y registró marca de 10-10 con 4.46 de efectividad y 126 ponches en 169 2⁄3 entradas. Fue dejado fuera de la plantilla para la postemporada, con los Azulejos favoreciendo a Marcus Stroman, Aaron Sanchez, Marco Estrada y J. A. Happ como los cuatro abridores del equipo. Al finalizar la campaña se convirtió en agente libre.

### Atlanta Braves
El 10 de noviembre de 2016, los Bravos de Atlanta firmaron a Dickey a un contrato de un año y $7.5 millones, con una opción del club para 2018 por $8 millones. Durante la temporada 2017, tuvo 31 aperturas con el equipo, registrando marca de 10-10 con 4.26 de efectividad y 136 ponches en 190 entradas lanzadas.
Luego de no ser firmado en el 2018, decidió retirarse como jugador profesional.